# Wanamaker (Indiana)
Wanamaker (auch: New Bethel) ist ein Stadtteil von Indianapolis im Marion County in den Vereinigten Staaten.

## Geografie
Wanamaker liegt ca. 14 km südöstlich des Stadtzentrums von Indianapolis.
Durch den Stadtteil fließt der Big Run.

## Geschichte
Erste Siedler kamen im Jahre 1825 in den Ort.
Der Ort wurde im Jahre 1834 offiziell gegründet.
Im Jahre 1854 wurde eine Poststation eröffnet.
Ursprünglich hieß der Ort New Bethel und die Poststation Wanamaker.
Benannt wurde die Poststation nach dem amerikanischen Kaufhausbesitzer und Postmeister John Wanamaker.
Der Name der Poststation wurde später zum offiziellen Ortsnamen.
Im 19. Jahrhundert wurde ca. 1,5 km südlich von Wanamaker eine Bahnstation der Cincinnati, Indianapolis, St. Louis and Chicago Railway errichtet.
Wanamaker wurde an der historischen Michigan Road entlang erbaut.
Die Michigan Road wurde in den 1830er- und 1840er-Jahren erbaut.
Diese Straße verbindet Michigan City mit Madison via Indianapolis.

## Verkehrsanbindung
Wanamaker ist durch die Interstate  / U.S. Highway 421 an das amerikanische Straßennetz angeschlossen.
Der nächstgelegene Bahnhof (Gallaudet Station) befindet sich ca. 1,5 km südlich von Wanamaker.
Der nächstgelegene internationale Flughafen ist der Indianapolis International Airport.

## Kirchen
- Franklin Central Christian Church
- Maple Hill United Methodist Church
- Nativity Catholic Church
- New Bethel Baptist Church
- Southminster Presbyterian
- Wanamaker Church of Christ

## Regelmäßige Veranstaltungen
Seit den späten 1980er-Jahren wird der Old Settler’s Day, ein Straßenfest, gefeiert.